# Orella d'ase (grup de bolets)
Les orelles d'ase són bolets ascomicots pertanyents a l'ordre dels pezizals i, la gran majoria, al gènere Otidea, de la família de les pirenomatàcies. Es caracteritzen per la forma de copa allargada i completament fesa en les fases juvenils. En madurar es van tancant i adopten més la forma de cassoleta fonda (sempre persisteix el tall lateral); en l’orella de llebre (Otidea leporina) es manté la forma allargada.

## Espècies
Les espècies d'orelles d'ase més corrents, ordenades per gèneres, són:

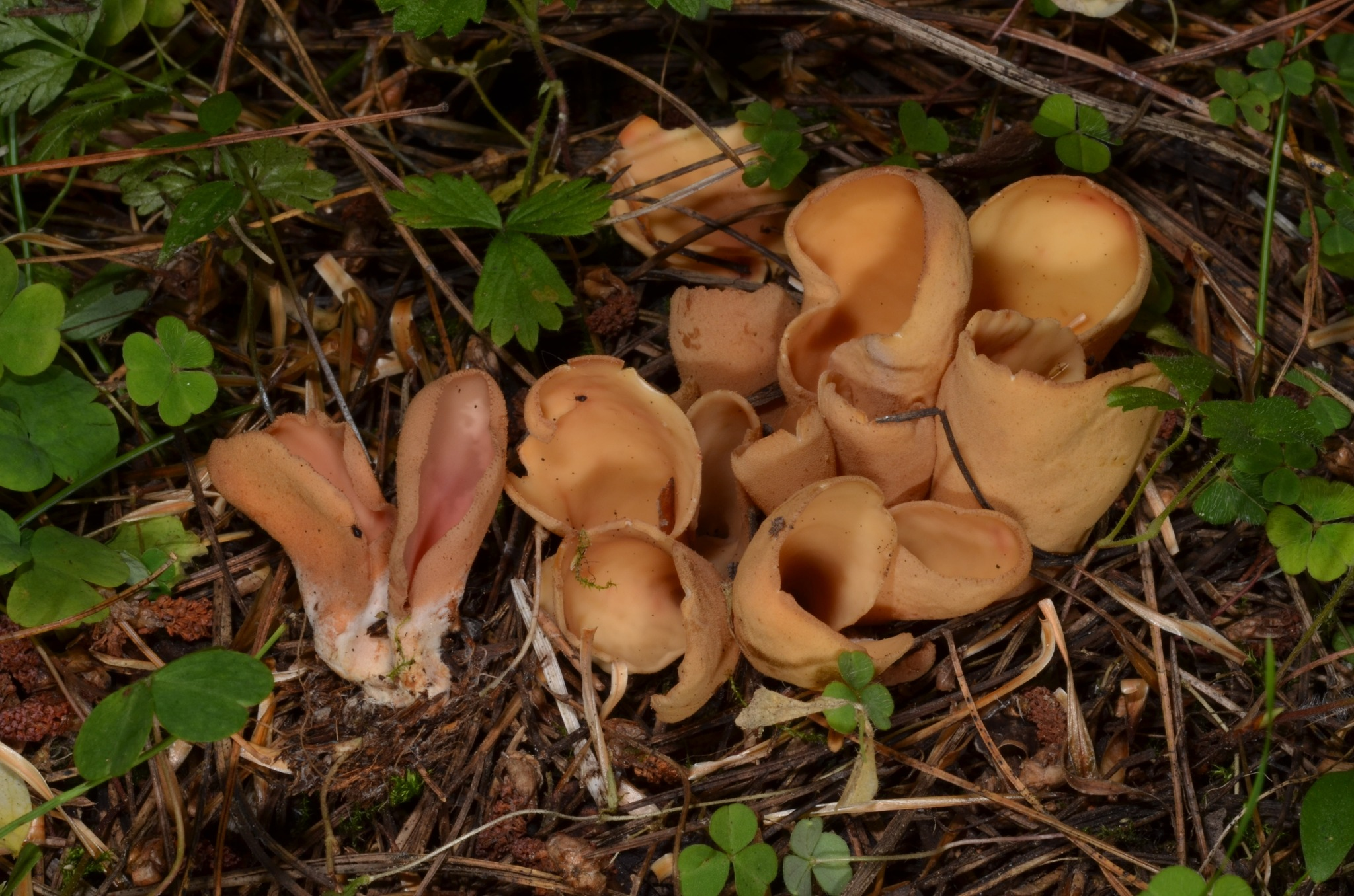
Orella d'ase (Otidea onotica)

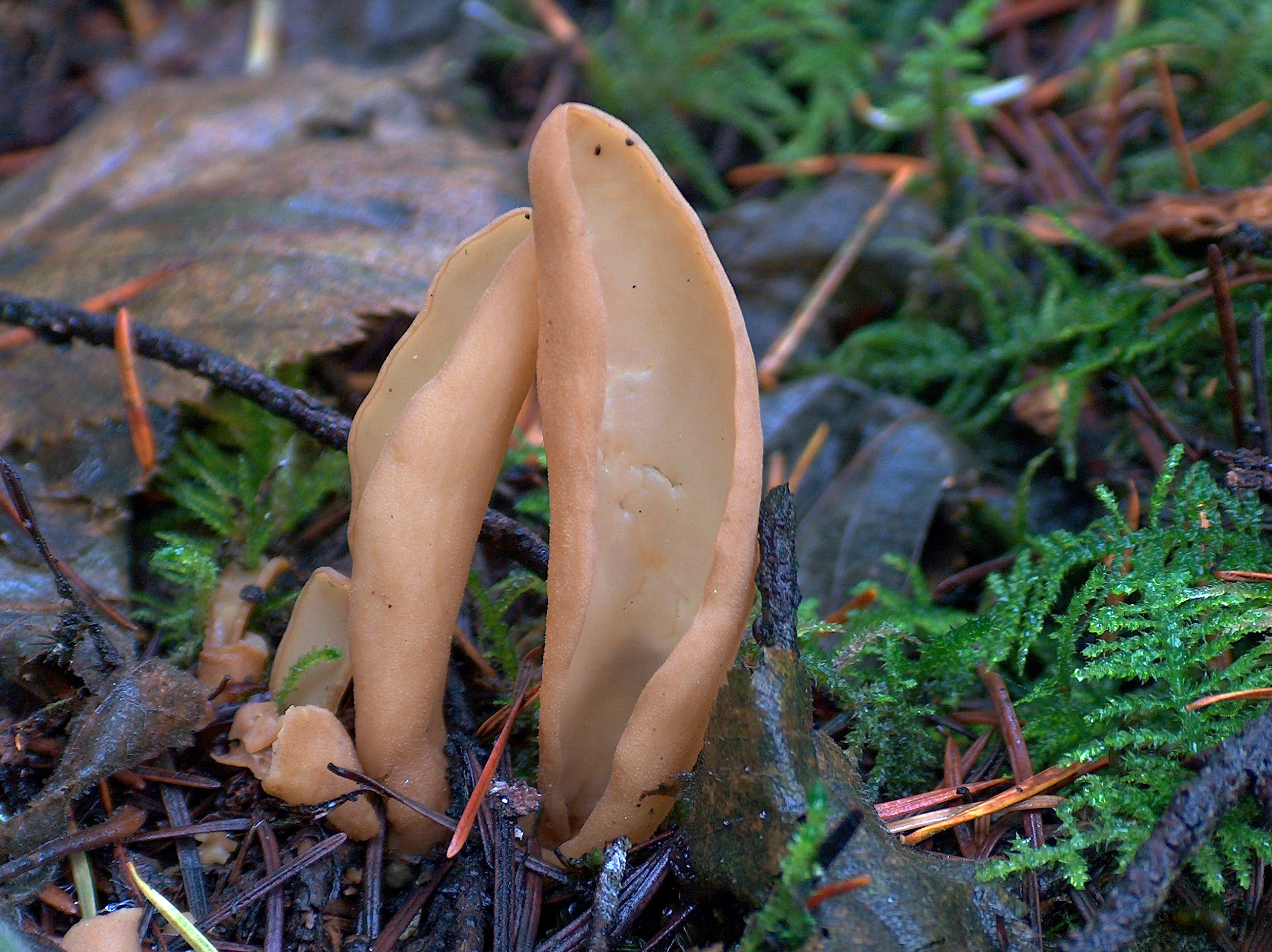
Orella de llebre (Otidea leporina)

- Otidea alutacea, orella d’ase de color cuir
- Otidea bufonia, orella d’ase fosca
- Otidea leporina, orella de llebre
- Otidea onotica, orella d’ase
- Wynnella auricula, orella de llebre bruna